# Paranhos (Porto)
Paranhos is een freguesia in de Portugese gemeente Porto. Paranhos grenst in het oosten aan de freguesia Campanhã, in het zuiden aan de freguesias Bonfim en Cedofeita, Santo Ildefonso, Sé, Miragaia, São Nicolau e Vitória, in het westen aan de freguesia Ramalde en in het noorden aan de gemeentes Matosinhos, Maia en Gondomar. Paranhos is 6,67 km² groot en had in 2011 44.298 inwoners.

## Bevolkingsverloop
| Bevolkingsverloop van de freguesia Paranhos | Bevolkingsverloop van de freguesia Paranhos | Bevolkingsverloop van de freguesia Paranhos | Bevolkingsverloop van de freguesia Paranhos | Bevolkingsverloop van de freguesia Paranhos | Bevolkingsverloop van de freguesia Paranhos | Bevolkingsverloop van de freguesia Paranhos | Bevolkingsverloop van de freguesia Paranhos | Bevolkingsverloop van de freguesia Paranhos | Bevolkingsverloop van de freguesia Paranhos | Bevolkingsverloop van de freguesia Paranhos | Bevolkingsverloop van de freguesia Paranhos | Bevolkingsverloop van de freguesia Paranhos | Bevolkingsverloop van de freguesia Paranhos | Bevolkingsverloop van de freguesia Paranhos |
| ------------------------------------------- | ------------------------------------------- | ------------------------------------------- | ------------------------------------------- | ------------------------------------------- | ------------------------------------------- | ------------------------------------------- | ------------------------------------------- | ------------------------------------------- | ------------------------------------------- | ------------------------------------------- | ------------------------------------------- | ------------------------------------------- | ------------------------------------------- | ------------------------------------------- |
| 1864                                        | 1878                                        | 1890                                        | 1900                                        | 1911                                        | 1920                                        | 1930                                        | 1940                                        | 1950                                        | 1960                                        | 1970                                        | 1981                                        | 1991                                        | 2001                                        | 2011                                        |
| 3 309                                       | 5 213                                       | 9 798                                       | 13 848                                      | 15 832                                      | 21 286                                      | 25 853                                      | 34 498                                      | 37 507                                      | 44 986                                      | 47 806                                      | 52 206                                      | 50 906                                      | 48 686                                      | 44 298                                      |

## Belangrijke gebouwen en bezienswaardigheden

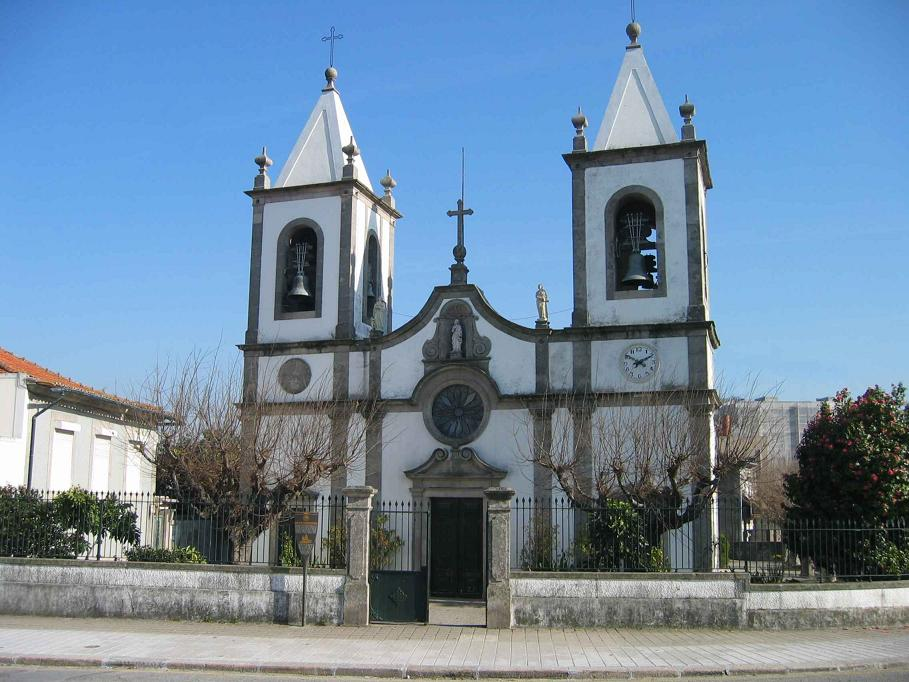
Kerk van Paranhos

### Igreja de Paranhos
De eerste vermelding van het bestaan van een kerk in Paranhos dateert uit 1123. De huidige kerk is van later datum, maar het is onbekend wanneer deze is gebouwd. De kerk is in 1845 gereconstrueerd. Er zijn twee klokkentorens, waarvan er een is gebouwd in de negentiende eeuw en de andere in 1946.

### Quinta do Covelo
De Quinta do Covelo is een voormalig landgoed dat bij testament gezamenlijk eigendom werd van de gemeente Porto en het Ministério da Saúde (Ministerie van Gezondheid) onder voorwaarde dat het altijd een groen gebied zou blijven beschikbaar voor het herstel van tuberculose patiënten. Het is ongeveer acht hectare groot. De gemeente beheert tegenwoordig het park, dat nu beschikbaar is voor recreatie en milieu-educatie.

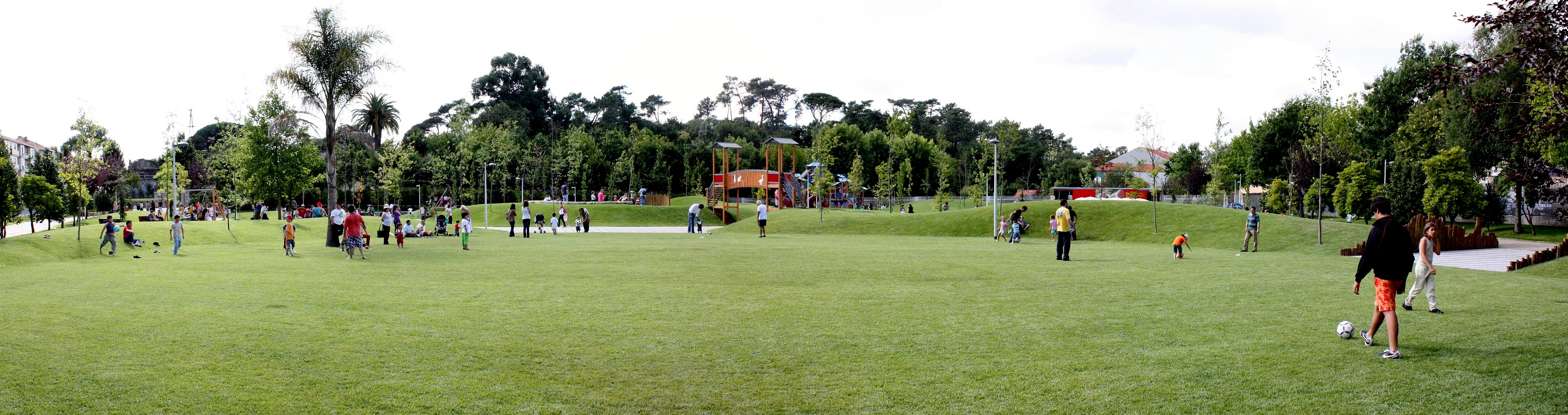
Quinta do Covelo

### Pólo Universitário II of Pólo Universitário da Aprela
In Paranhos is Pólo Universitário II of Pólo Universitário da Aprela, een groot gebied met tal van universiteitsgebouwen, niet alleen van de Universidade do Porto (Universiteit van Porto), maar ook van een aantal kleinere instituten voor hoger onderwijs. Hier bevindt zich ook het Academisch ziekenhuis en tevens grootste ziekenhuis van Porto Hospital de São João.

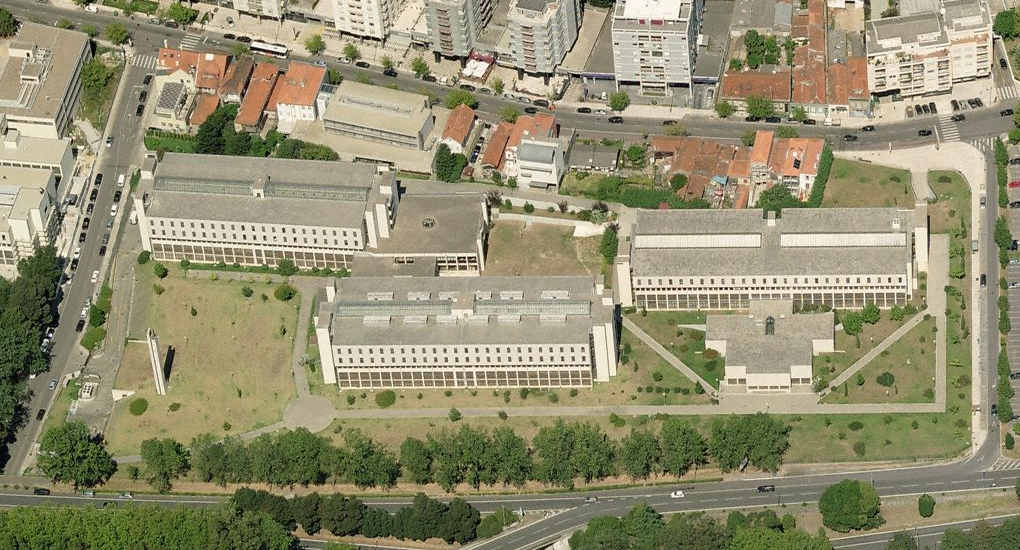
Faculdade de Ciências da Universidade do Porto - Faculteit Natuurwetenschappen
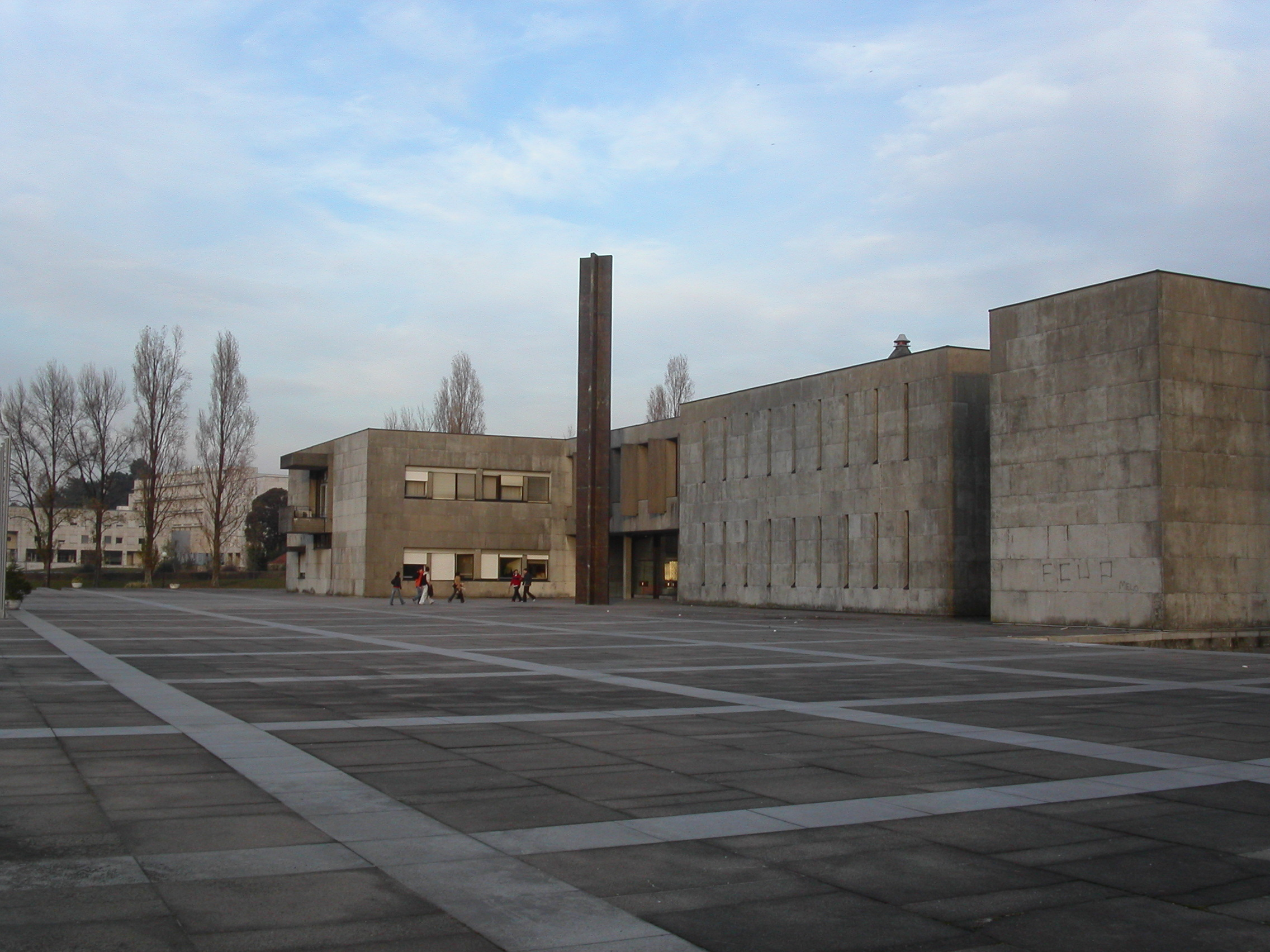
Faculdade de Economia da Universidade do Porto - Faculteit Economie
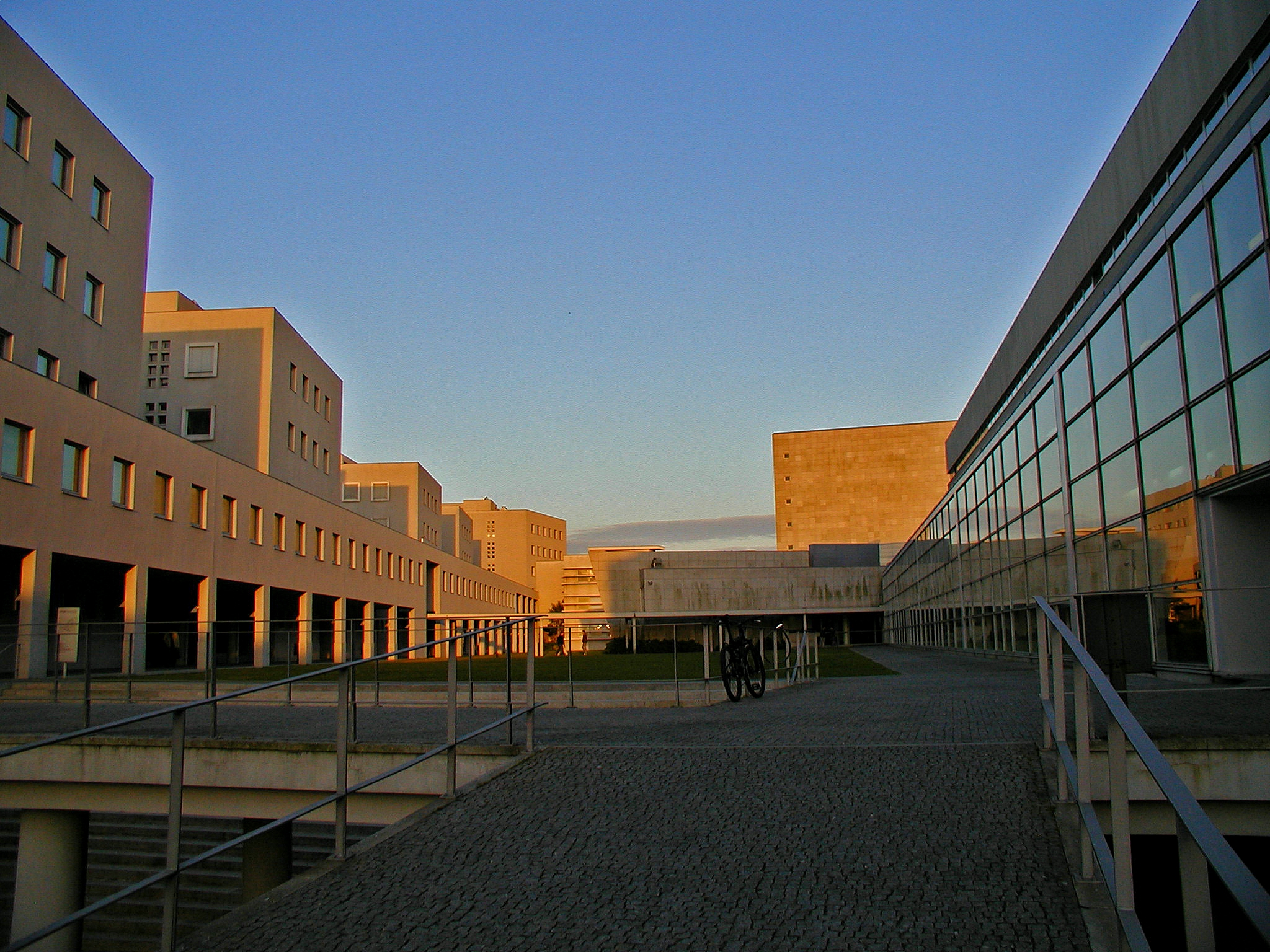
Faculdade de Engenharia da Universidade do Porto - Technische faculteit
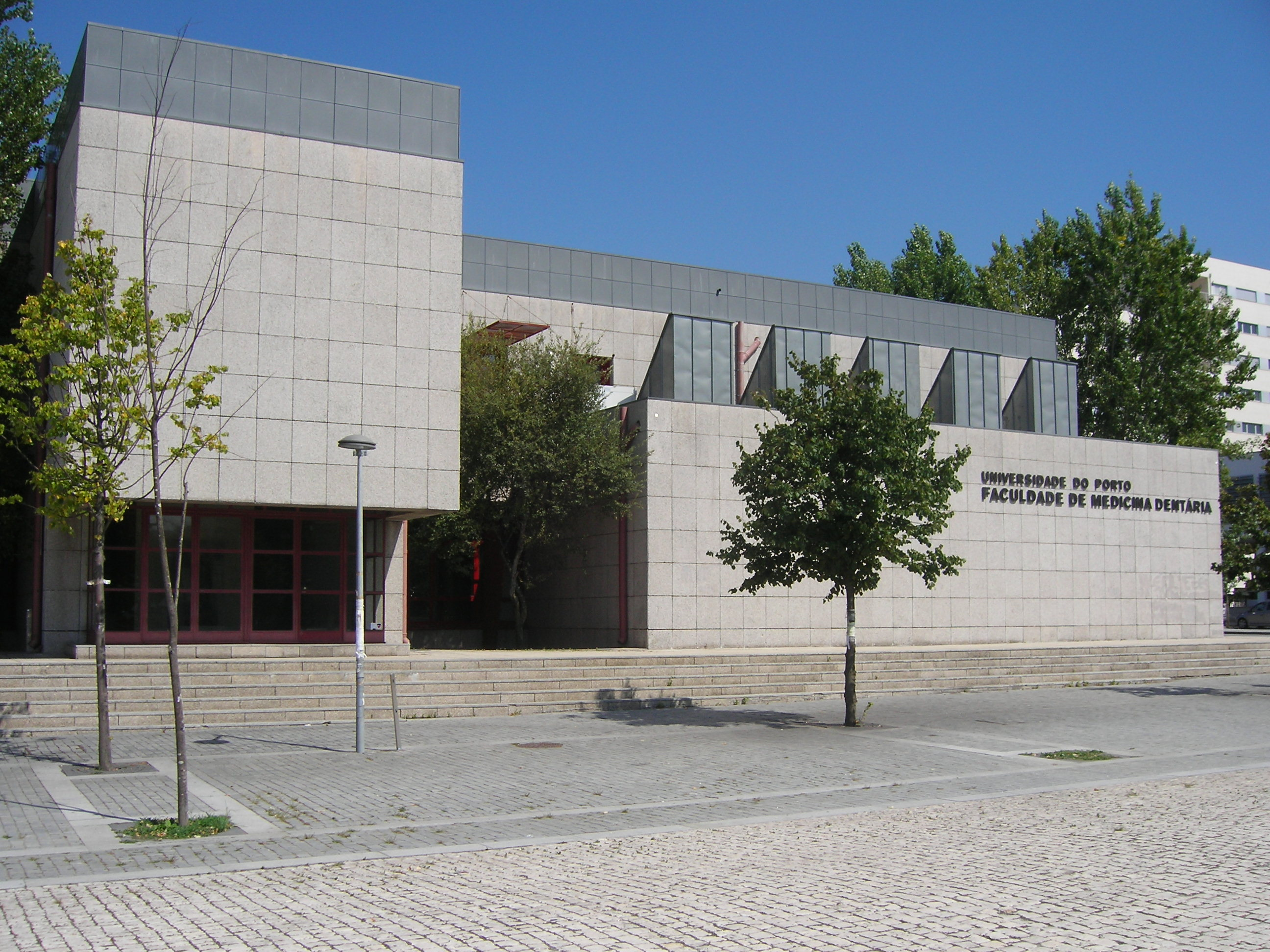
Faculdade de Medicina Dentária da Universidade do Porto - Faculteit Tandheelkunde

## Geboren
- Miguel Maia (1971), volleybal- en beachvolleybalspeler